# سند راک (آلاباما)
سند راک (به انگلیسی: Sand Rock) شهری در شهرستان چروکی ایالت آلاباما است که مساحت آن ۱۱٫۲۹ کیلومتر مربع است و در سرشماری سال ۲۰۱۰ میلادی، ۵۶۰ نفر جمعیت داشته و تراکم جمعیتی آن، ۴۹٫۶ نفر در هر کیلومتر مربع بوده است.